# Thyreodon flammiger
Thyreodon flammiger är en stekelart som först beskrevs av Morley 1912.  Thyreodon flammiger ingår i släktet Thyreodon och familjen brokparasitsteklar. Inga underarter finns listade i Catalogue of Life.